# Magyar Posse
Magyar Posse est un groupe de post-rock finlandais, originaire de Pori. Il est formé en 2000, et dissout en 2012.

## Biographie
En 1997, cinq des futurs membres de Magyar Posse forment un premier groupe nommé The Alibi of Carlos. Trois ans plus tard, en 2000, le groupe est rebaptisé Magyar Posse et suit une nouvelle direction artistique influencée par plusieurs compositeurs de musiques de films (principalement John Barry, Ennio Morricone et Astor Piazzolla). Après deux semaines d'enregistrement en août 2001, puis une année de mixage, leur premier album We Will Carry You over the Mountains est édité par le label Verdura Records en octobre 2002. L'album est bien reçu par la critique musicale finlandaise.
Kings of Time, leur deuxième album, sort en mars 2004. La violoniste Sandra Mahlamäki, qui participe à son enregistrement, rejoint officiellement le groupe. L'album est acclamé en Finlande, et se classe 17e dans les charts nationaux. Plusieurs magazines finlandais en font l'éloge dont Rumba, qui le proclame « album finlandais de l'année 2004. » Le groupe enchaîne alors les concerts à travers l'Europe (Danemark, Pays-Bas, Allemagne, République tchèque, Italie, France) puis en Russie. À la fin 2005, Magyar Posse enregistre son troisième album, Random Avenger qui sort en mai 2006. En 2008, le groupe participe au projet de film expérimental Aldebaran rising réalisé par Petri Hagner. Ce film est diffusé en plusieurs occasions à Pori, les membres du groupe jouant simultanément la musique qu'ils ont composée pour le film. 
La violoniste Sandra Mahlamäki quitte le groupe en 2010. La page Facebook officielle de Magyar Posse annonce la dissolution du groupe conséquente à « un manque de passion et de motivation. » Avant sa dissolution en 2012, le groupe était composé de Olli Joukio, Tuomas Laurila, Jari Lähteinen, Mikko Rintala, Pasi Salmi et Harri Sippola.